# Fontaine aux Moines
La fontaine aux Moines est un monument classé monument historique situé à Viarmes, dans le département du Val-d'Oise (Île-de-France).

## Localisation
Le capteur de source de la Fontaine aux Moines se situe dans un enclos fermé des quatre côtés, chemin de la Fontaine aux Moines, à l'est de la ville de Viarmes, dans le périmètre du Parc naturel régional Oise-Pays de France, dans le département du Val-d'Oise et en région Île-de-France, en France. Le bâtiment proprement dit n'est pas visible depuis l'extérieur, en raison de la hauteur des murs de l'enclos. Le premier regard se situe à environ 300 m au nord, à l'autre bout du chemin rural partant près de la fontaine, chemin de la Mardelle. Deux autres regards existent, rue de la Mascrée et près du chemin rural n° 5 de Asnières à Giez, au lieu-dit Ruelle.

## Historique
La Fontaine aux Moines avec son réseau d'adduction d'eau potable de l'abbaye de Royaumont est contemporaine de l'abbaye de Royaumont construite vers 1228. Elle représente un héritage des moines cisterciens conservé dans un état très proche de celui d'origine. L'eau est captée dans un bassin souterrain, dans la colline de Viarmes, est acheminée vers cette « fontaine » par une galerie également souterraine. Cette « fontaine » n'en est pas une, car non destinée à fournir directement de l'eau aux habitants. Il s'agit d'un petit édifice rectangulaire avec un toit de pierre à forte pente, construit en pierre blonde de la région (tout comme le château de Viarmes).
À l'intérieur se trouve un bassin, qui renvoie l'eau au prochain regard un peu en aval, possédant également un bassin de décantation. Le bâtiment de la fontaine est entouré de murs de deux mètres de haut environ, formant un enclos destiné à le protéger. Cet ensemble est classé Monuments historiques, tandis que deux autres regards, situées rue de la Mascrée et chemin rural n° 5 dit d'Asnières à Giez, sont inscrits au titre des Monuments historiques. La « fontaine aux Moines » n'est ouverte à la visite que pendant les journées du Patrimoine.
Le monument bénéficie d'un classement et d'une inscription au titre des monuments historiques, tous deux par arrêté du 7 novembre 2003.

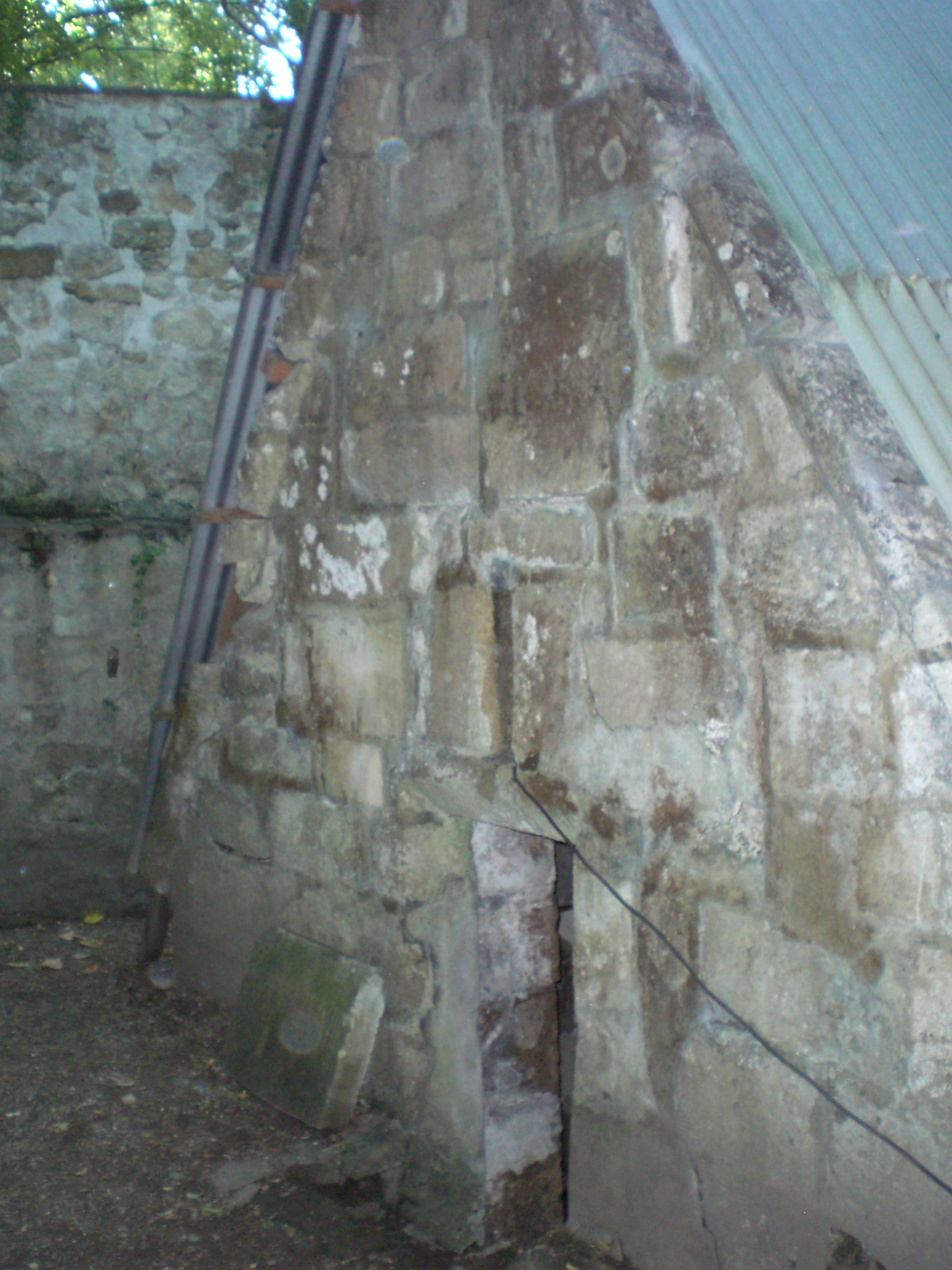
Entrée du capteur de la Fontaine aux Moines.
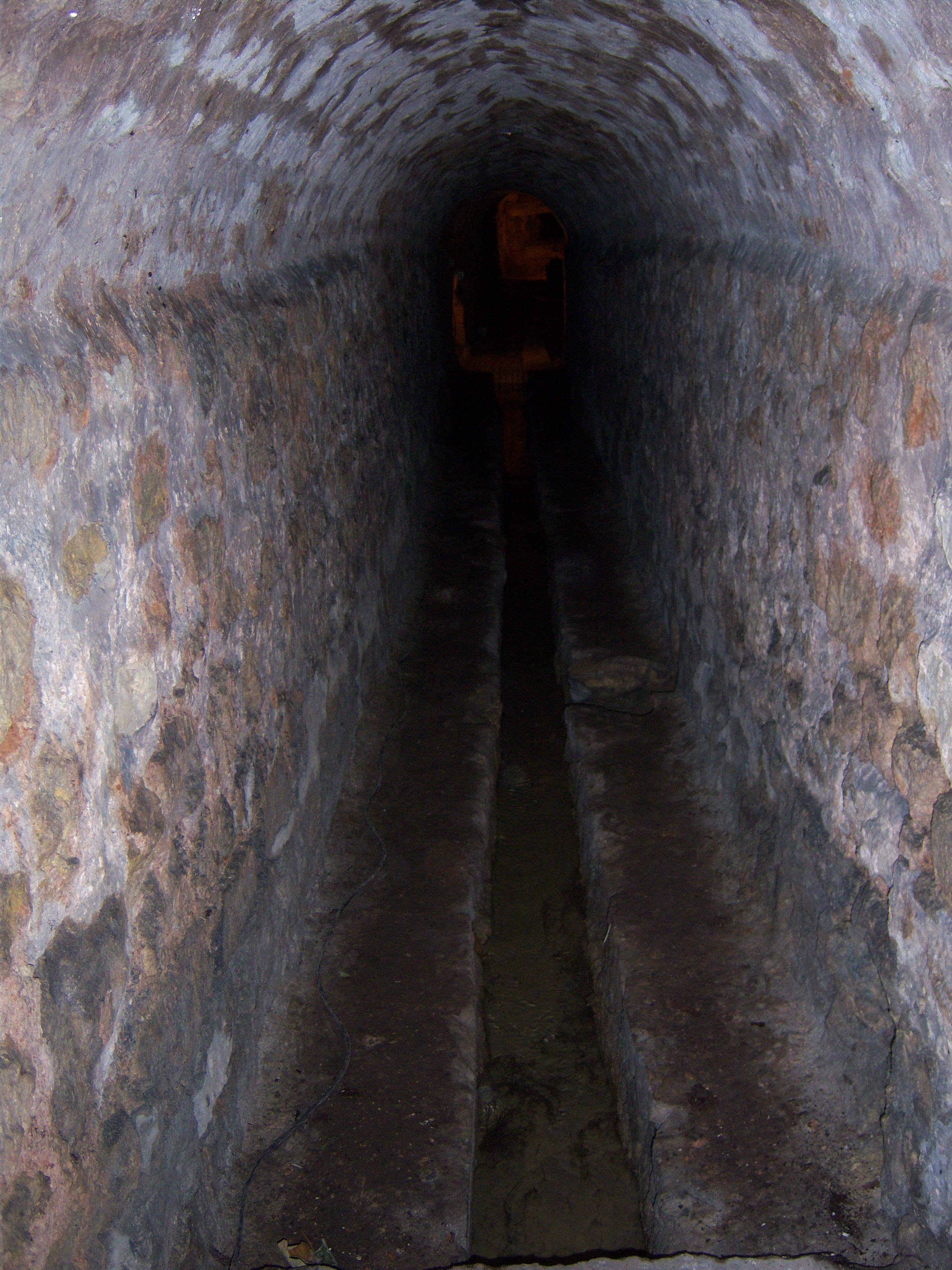
Tunnel de la Fontaines aux Moines.
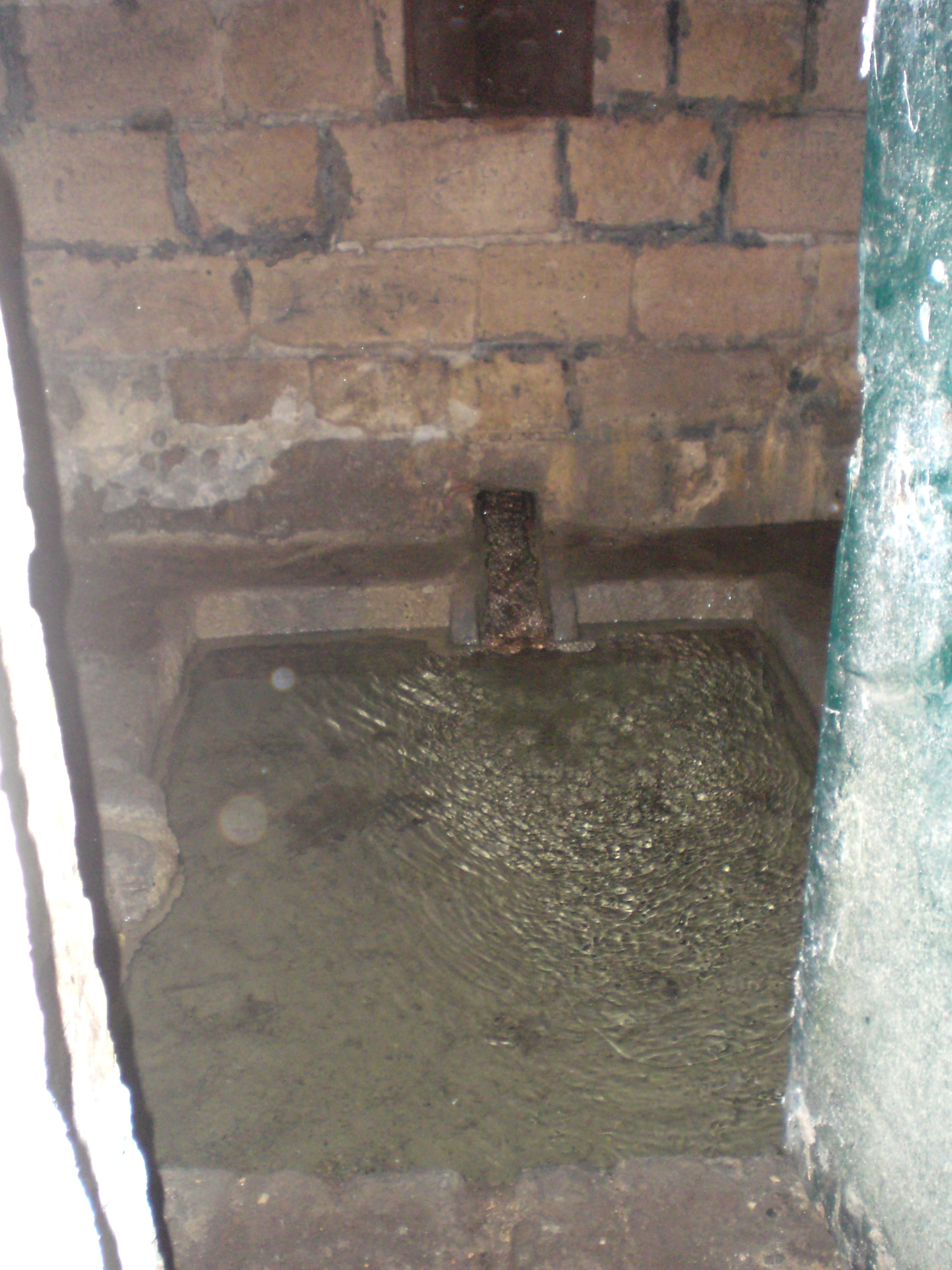
Bassin du capteur de la Fontaine aux Moines.
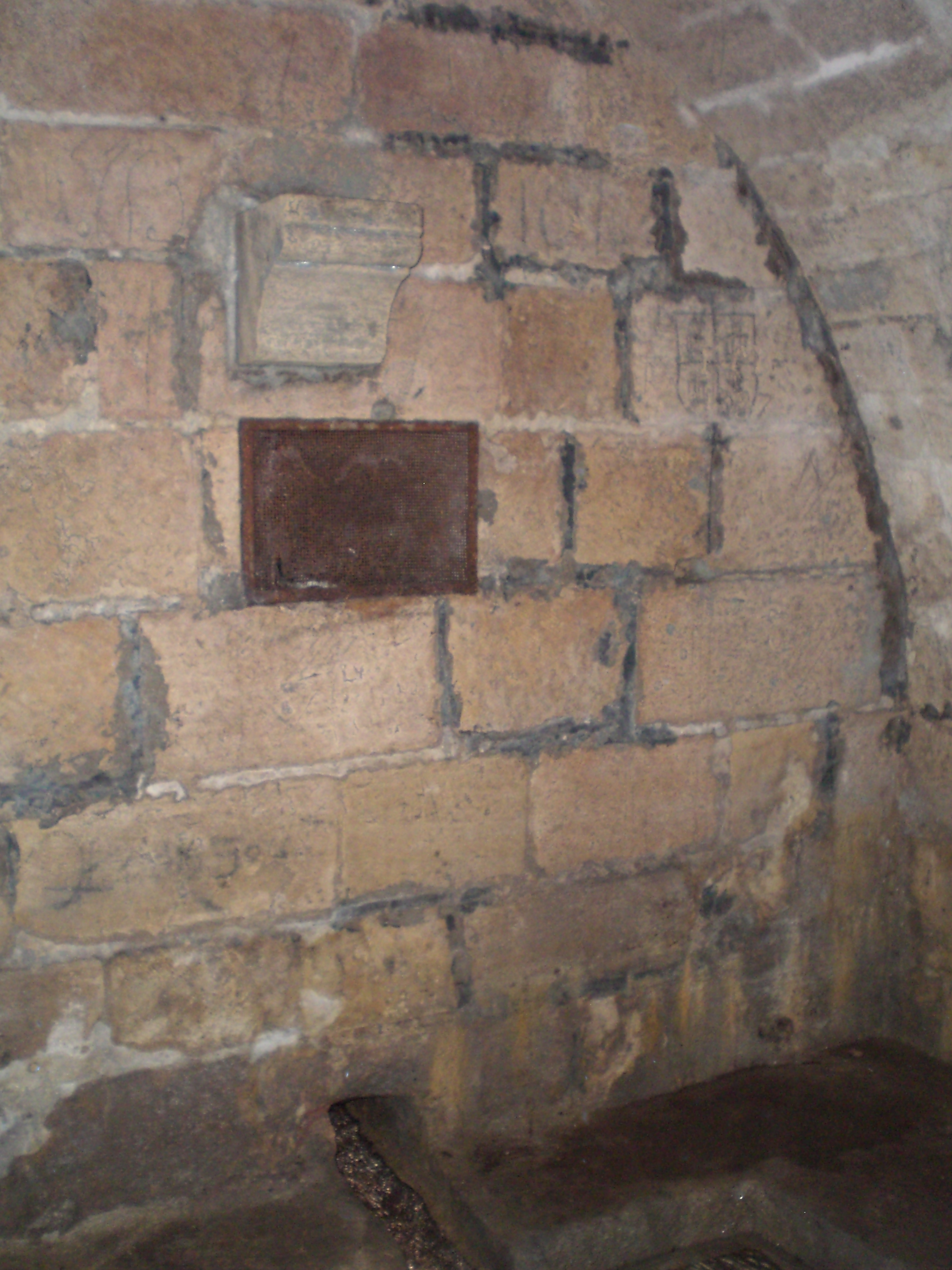
Intérieur du batiment du capteur de la Fontaine aux Moines.